# Glojach
Glojach är en ort i  kommunen Sankt Stefan im Rosental i Österrike. Den ligger i distriktet Südoststeiermark i förbundslandet Steiermark.
Glojach var tidigare en självständig kommun, men blev den 1 januari 2015 en del av kommunen Sankt Stefan im Rosental.